# Erster Wiener Schiedsspruch

Gebietsgewinne Ungarns 1938 und 1939

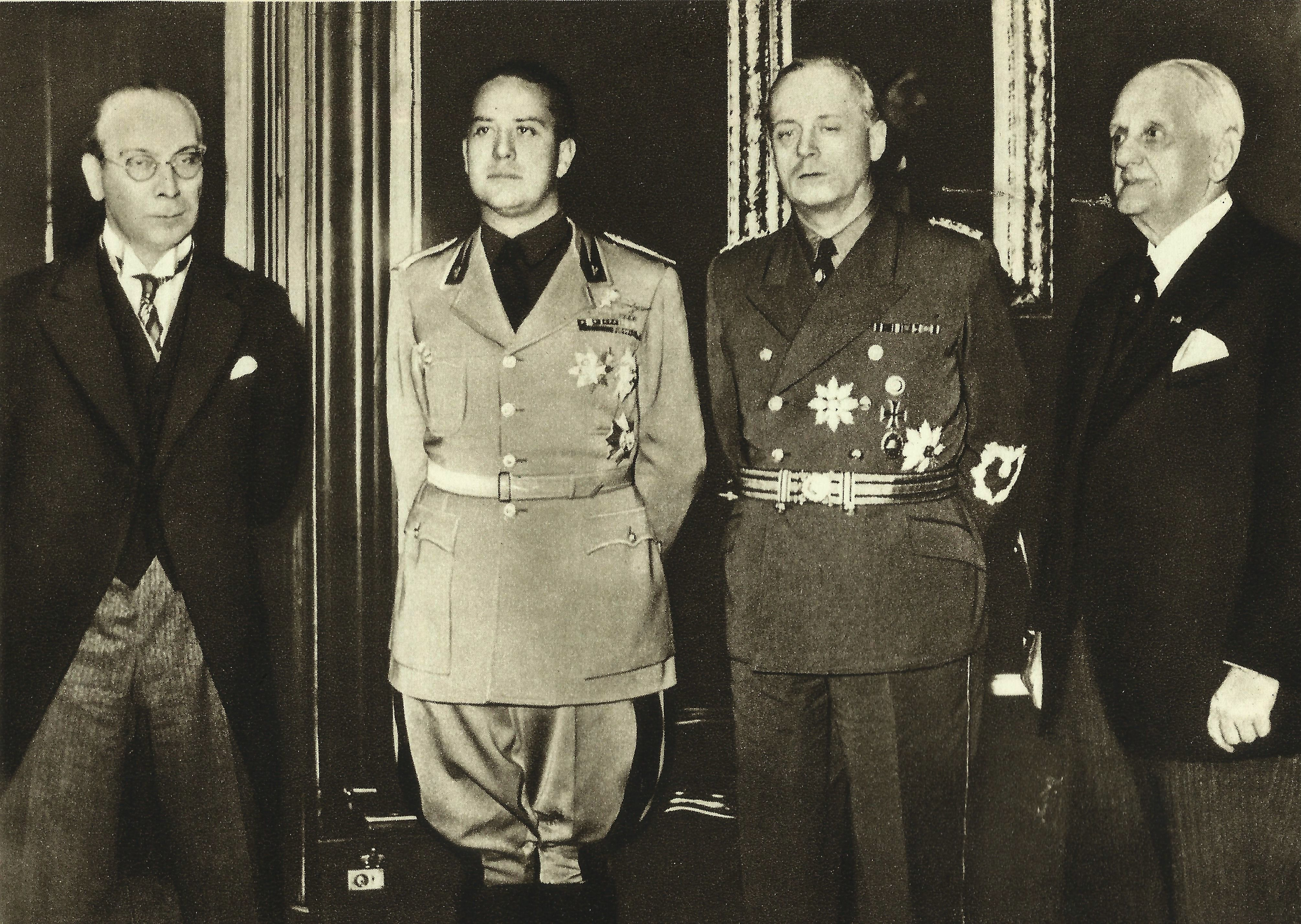
Verhandlungsführer von links: František Chvalkovský, Galeazzo Ciano, Joachim von Ribbentrop, Kálmán Kánya (2. November 1938)

Der Erste Wiener Schiedsspruch, auch Wiener Diktat genannt, war das Ergebnis einer Konferenz vom 2. November 1938 im Wiener Belvedere, in dem Gebiete mit ungarischer Bevölkerungsmehrheit in der südlichen Slowakei und in der Karpatenukraine von der Tschechoslowakei abgetrennt und Ungarn zugesprochen wurden.

## Delegationen
Der Schiedsspruch wurde von den Außenministern des Deutschen Reiches (Joachim von Ribbentrop) und Italiens (Galeazzo Ciano) beschlossen.
Vorsitzender der ungarischen Delegation war Außenminister Kálmán Kánya. Ihn begleitete Kultusminister Pál Teleki.
Leiter der tschechoslowakischen Delegation waren Außenminister František Chvalkovský und Ivan Krno. Wichtige Mitglieder der tschechoslowakischen Delegation waren für die Karpatenukraine Premierminister Awgustyn Woloschyn und für die Slowakei Premierminister Jozef Tiso, Justizminister Ferdinand Ďurčanský und General Rudolf Viest.

## Vorgeschichte
Der zugunsten Ungarns gefällte Schiedsspruch war eine der Folgen des Münchener Abkommens. Zusammen mit jenem Abkommen war er Bestandteil des Plans des nationalsozialistischen Deutschlands zur Auflösung des Staates Tschechoslowakei. Ungarn hingegen arbeitete darauf hin, die gesamte Slowakei mittelfristig wieder unter seine Herrschaft zu bringen.
Bereits im November 1937 hatte Adolf Hitler den Ungarn einen nicht näher spezifizierten Teil der Tschechoslowakei versprochen. Anfang 1938 arbeiteten die Vertreter Ungarns sowie ungarischer und einiger deutscher Parteien der Tschechoslowakei gezielt an der Zerschlagung des Landes. Am 11. Februar 1938 besagte eine in Budapest geschlossene Vereinbarung, dass „die Tschechoslowakei zerschlagen werden muss“. Am 17. und 18. April 1938 legte Graf Esterházy, einer der politischen Führer der ungarischen Minderheit in der Slowakei, in Warschau einen von der ungarischen Regierung ausgearbeiteten Plan vor, der die Zerschlagung der Tschechoslowakei und die Angliederung der gesamten Slowakei an Ungarn vorsah. Miklós Kozma, ein Anhänger des ungarischen Reichsverwesers Miklós Horthy, räumte am 12. April 1939, also nach dem Wiener Schiedsspruch, offen ein, dass „die Forderungen für die ungarischen Minderheiten in den Nachbarländern nur eine Taktik waren, die die Verwirklichung des strategischen Ziels – der Wiedererrichtung von Großungarn, welches das gesamte Karpatenbecken ausfüllt – näher bringen sollte“.
Am 29. September 1938 folgte dann das Münchener Abkommen. Auf polnischen und ungarischen Druck hin bekam das Abkommen Zusatzprotokolle, denen zufolge die Tschechoslowakei innerhalb von drei Monaten in bilateralen Verhandlungen mit Polen und Ungarn auch die Frage der ungarischen und polnischen Minderheit lösen sollte.
Die Verhandlungen mit Polen begannen am 25. Oktober. Bereits zuvor hatte es am 1. Oktober das mittlere Olsagebiet bei Teschen (mit 1000 km² und einem großen polnischen Bevölkerungsanteil) besetzt, und zwar aufgrund von Forderungen, die es bereits am 21. September gestellt hatte. Als Ergebnis der Verhandlungen erhielt Polen am 1. Dezember 1938 weitere 226 km² mit 4280 Einwohnern (weniger als 0,3 % Polen) in der Nordslowakei.
Die Verhandlungen mit Ungarn fanden zwischen dem 9. und 13. Oktober 1938 im tschechoslowakischen Teil der Doppelstadt Komárno/Komárom statt. Die tschechoslowakische Delegation wurde vom Ministerpräsidenten der slowakischen Teilrepublik Jozef Tiso, die ungarische von Außenminister Kálmán Kánya und Kultusminister Pál Teleki angeführt. Als Zeichen des guten Willens bot die tschechoslowakische Delegation der ungarischen Abordnung die Abtretung des Bahnhofs von Slovenské Nové Mesto (bis 1918 eine Vorstadt der ungarischen Stadt Sátoraljaújhely) sowie der Stadt Šahy (ungarisch Ipolyság) an. Šahy wurde dann auch am 12. Oktober von Ungarn besetzt.
Die Ungarn verlangten bei den Verhandlungen die Abtretung des südslowakischen Gebiets ab (einschließlich) der Linie Devín (Theben, Dévény) – Bratislava (Pressburg, Pozsony) – Nitra (Neutra, Nyitra) – Tlmače (Garamtolmács) – Levice (Lewenz, Léva) – Lučenec (Lizenz, Losonc) – Rimavská Sobota (Großsteffelsdorf, Rimaszombat) – Jelšava (Eltsch, Jolsva) – Rožňava (Rosenau, Rozsnyó) – Košice (Kaschau, Kassa) – Trebišov (Trebischau, Tőketerebes) – Pavlovce (Pálócz) – Užhorod (Uschhorod/Ungvár) – Mukačevo (Mukatschewo/Munkács) – Sevľuš (Wynohradiw, Nagyszőllős). In der restlichen Slowakei sollte eine Volksabstimmung stattfinden, ob sich nicht die gesamte Slowakei an Ungarn anschließen wolle.
Die tschechoslowakische Delegation hingegen bot darauf den Ungarn die Schaffung eines autonomen Gebiets in der Slowakei sowie die Abtretung der Großen Schüttinsel (slowakisch Žitný Ostrov, ungarisch Csallóköz) an. Nachdem dieses Angebot abgelehnt worden war, schlug die Tschechoslowakei eine neue Lösung mit Gebietsabtretungen vor, nach der genauso viele Slowaken und Russinen in Ungarn verbleiben sollten wie Ungarn in der Tschechoslowakei. Dabei wollte die tschechoslowakische Delegation jedoch die wichtigsten Städte der fraglichen Region wie Levice/Lewenz/Léva, Košice/Kaschau/Kassa, und Užhorod/Uschhorod/Ungvár behalten. Auch dies war für die ungarische Seite nicht akzeptabel, und am 13. Oktober erklärte Kánya nach einer Beratung in Budapest die Verhandlungen für gescheitert.
Bald danach gaben beide Seiten ihr Einverständnis, sich einem Schiedsspruch der Großmächte Deutschland und Italien zu beugen; Großbritannien und Frankreich hatten schon zuvor ihr Desinteresse bekundet. Inzwischen arbeiteten nicht nur die Ungarn, sondern auch die slowakische Regierung mit Hitler zusammen. Somit waren beide Seiten überzeugt, dass Deutschland gerade sie unterstützen würde; doch genossen die Ungarn überdies die Unterstützung Italiens und Polens. Ende Oktober überzeugte Italien Deutschland, dass die Arbitrage über das ethnische Prinzip hinausgehen und Ungarn auch die Städte Kaschau, Uschhorod und Mukatschewo erhalten solle.

## Bestimmungen

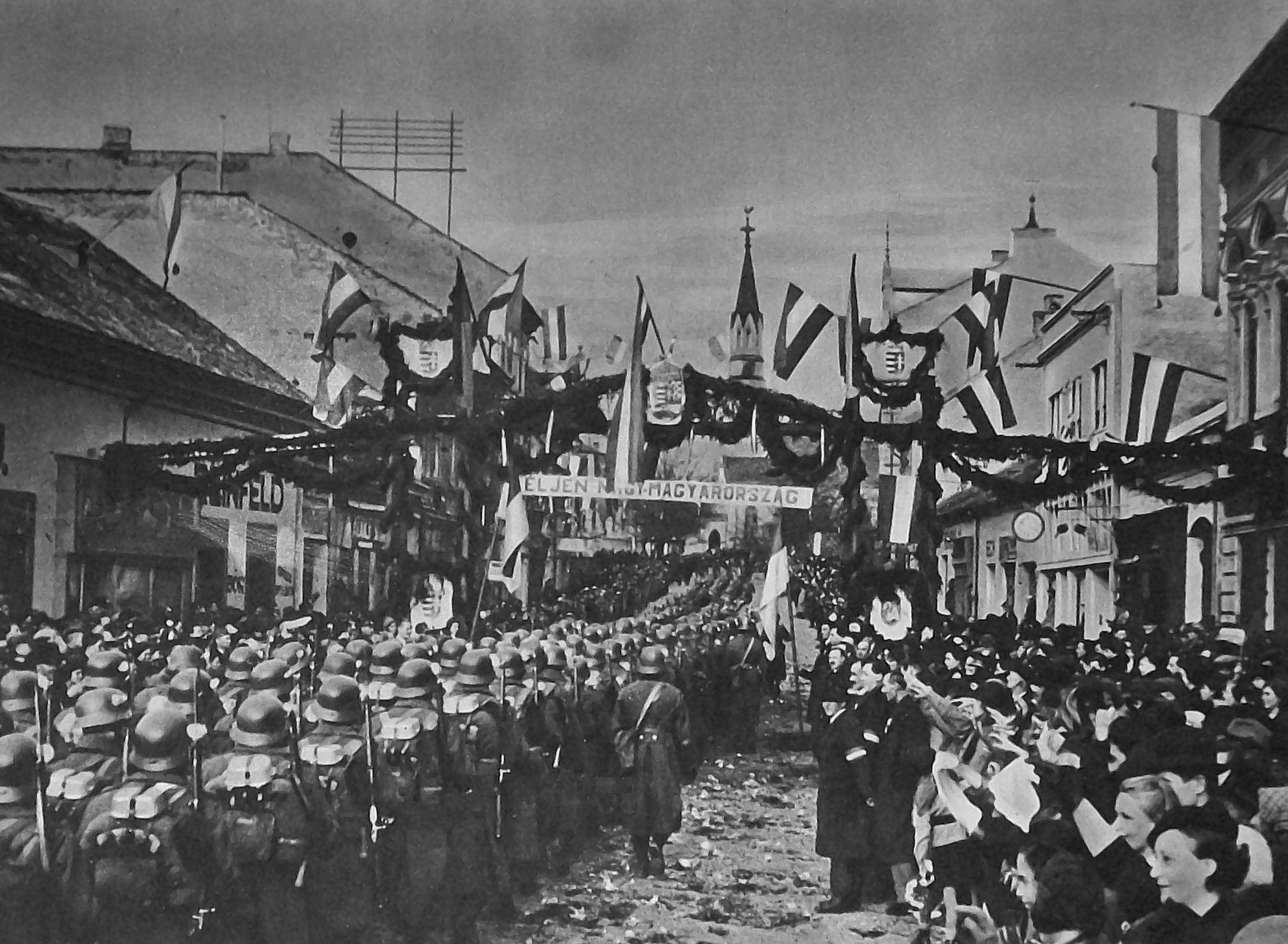
Ungarische Truppen besetzen Lučenec.

Abzutreten war das Gebiet, in dem gemäß der letzten ungarischen Volkszählung zur Zeit Österreich-Ungarns im Jahr 1910 die Ungarn mindestens 50 % ausmachten. Konkret entsprach es dem Gebiet etwa südlich der Linie (einschließlich) Senec – Galanta – Vráble – Levice – Lučenec – Rimavská Sobota – Jelšava – Rožňava – Košice – Michaľany – Veľké Kapušany – Uschhorod – Mukatschewo – rumänische Grenze.
Die Fläche dieser Gebiete betrug 11.927 km² (10.390 davon in der heutigen Slowakei, der Rest in der Karpatenukraine) mit über 1 Million Einwohnern. In den abgetrennten slowakischen Gebieten lebten nach tschechoslowakischen Zählungen aus der Zeit vor dem Schiedsspruch 852.332 Einwohner:
| Volksgruppe | Als Zahl | In Prozent |
| ----------- | -------- | ---------- |
| Magyaren    | 506.208  | 59,0 %     |
| Slowaken    | 290.107  | 34,0 %     |
| Juden       | 26.227   | 3,1 %      |
| Deutsche    | 13.184   | 1,5 %      |
| Russinen    | 1.892    | 0,2 %      |
| Sonstige    | 14.714   | 1,7 %      |

Nach einer ungarischen Zählung von Ende 1938 lebten auf dem fraglichen Gebiet nur 121.603 Slowaken. Nach einer anderen ungarischen Zählung von 1941 waren von den 869.299 Einwohnern des Gebiets 751.944 Ungarn (86,5 %) und nur noch 85.392 Slowaken (9,8 %). In der übrigen Slowakei lebten nach slowakischen Angaben 70.000, nach ungarischen Angaben 67.000 ungarische Einwohner. Nach der Volkszählung von 1930 stellten die Slowaken in 182 Gemeinden der Schiedsspruchgebiete die Mehrheitsbevölkerung. So lebten damals in Košice 60 % Slowaken; im Bezirk Vráble waren es 73 %. Der Schiedsspruch verstieß also in einigen Gebieten gegen das Prinzip der ethnischen Grenzen.
Kurz nach dem Schiedsspruch schlug János Esterházy, der Vorsitzende der Partei der Ungarn in der Slowakei, vor, Ungarn solle 1000 km² des erhaltenen Gebiets an die Slowakei zurückgeben, um ein langfristiges friedliches Zusammenleben beider Nationen zu sichern (konkret ging es um ein slowakisches Gebiet an der Sprachgrenze: Bezirk Šurany/Nagysurány und Palárikovo/Tótmegyer). Sein Vorschlag fand aber in Budapest keine Beachtung.

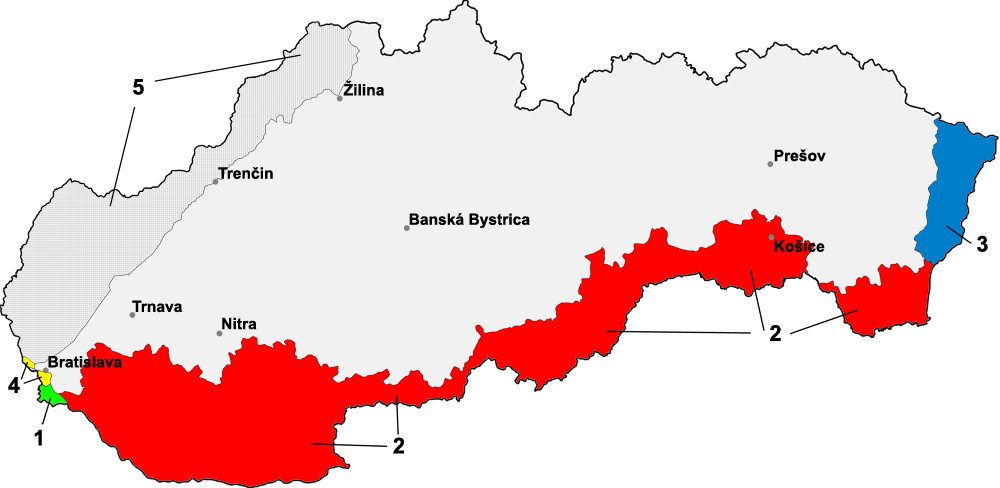
An Ungarn abgetretene Gebiete der heutigen Slowakei

Territoriale Gewinne Ungarns 1938–1941

1. Bratislavaer Brückenkopf, bis zum 15. Oktober 1947 ungarisches Staatsgebiet
2. Südslowakei, als Folge des Wiener Schiedsspruches vom 2. November 1938 bis Frühjahr/8. Mai 1945 von Ungarn annektiert
3. Landstreifen in der Ostslowakei um die Orte Stakčín und Sobrance, als Folge des Slowakisch-Ungarischen Krieges vom 4. April 1939 bis Frühjahr/8. Mai 1945 von Ungarn annektiert
4. Die mehrheitlich deutschsprachigen Gemeinden Devín (deutsch: Theben) und Petržalka (deutsch: Engerau) waren vom 1./20. November 1938 bis 1945 von Deutschland annektiert.
5. Deutsche Schutzzone, als Folge des Schutzzonenstatut mit dem Slowakischen Staat am 23. März 1939 eingerichtet

## Folgen
Bereits vom 5. bis zum 10. November wurde das abgetretene Gebiet von der Königlich Ungarischen Armee (Magyar Királyi Honvédség) besetzt. Am 11. November zog der ungarische Reichsverweser Horthy feierlich in das besetzte Košice (Kaschau, Kassa) ein. 30.000 Tschechen und Slowaken verließen im Verlauf der folgenden Wochen die Stadt. Der Einzug der Honvédség wurde von der Mehrheit der magyarischen Bevölkerung des angeschlossenen Gebietes feierlich begrüßt.
Nachdem sich jedoch die Bewohner des angeschlossenen Gebiets der relativen wirtschaftlichen Rückständigkeit Ungarns bewusst wurden, hieß es bald auf einigen Mauern statt Mindent vissza! („Alles zurück“ – das heißt die gesamte Slowakei) Minden drága, vissza Prága! („Alles ist teuer, Prag zurück!“) und man sagte Nem ezeket a magyarokat vártuk („auf diese Ungarn haben wir nicht gewartet“). Der ungarische Schriftsteller Kálmán Janics schrieb dazu 1994, dass zwar anfangs 90 % der magyarischen Bevölkerung der angeschlossenen Gebiete den Anschluss begrüßten, aber bereits am Ende des Sommers 1939 wieder eindeutig für eine Abtrennung von Ungarn waren. Dies hing nicht mit Ungarn als solchem zusammen, sondern mit dem dort seit langem herrschenden autoritären Regime von Miklós Horthy, der Ungarn seit dem Ersten Weltkrieg nicht aus seiner politischen und wirtschaftlichen Rückständigkeit befreit hatte – im Gegensatz zur Entwicklung in der Tschechoslowakei der Zwischenkriegszeit. So gab es u. a. längere Arbeitszeiten, höhere Preise, geringere Löhne, höhere Steuern, keine Kollektivverträge, keine Arbeitslosenhilfe und fast keinen Urlaub. Auf Forderungen der Bevölkerung hin, die Vorteile des tschechoslowakischen Systems beizubehalten, wurde zumindest die Schulpflicht von 6 auf 8 Jahre erhöht.

Obwohl Miklós Horthy bei seinem Einzug in Košice versprochen hatte, die slowakische Sprache dürfe beibehalten und gepflegt werden, waren die slowakische und die jüdische Bevölkerung in den besetzten Gebieten verschiedenen Arten von Verfolgung und Gewalt ausgesetzt. Der bekannteste Fall geschah Weihnachten 1938, als ungarische Gendarmen Slowaken beim Verlassen der Kirche beschossen, weil sie in der Messe ein slowakisches Nationallied gesungen hatten. Es gab militärische Sondergerichte, die Untergrundmitglieder zum Tode oder zur Folter verurteilten. Slowakische Bibliotheken und Bücher wurden verbrannt, mehrere tausend slowakische und tschechische Angestellte, vor allem bei der Eisenbahn und im öffentlichen Dienst, entlassen. Außerdem wurden u. a. Slowaken und Juden Gewerbescheine entzogen und Priester, die nicht auf Ungarisch predigten, misshandelt. Auch die meisten slowakischen Schulen wurden geschlossen (386 Volksschulen, 28 Realschulen und 10 Gymnasien), die Initiatoren entsprechender Protestveranstaltungen interniert und 862 Lehrer verbannt. Insgesamt wurden aus der Südslowakei etwa 100.000 Slowaken und Tschechen vertrieben, oder sie flüchteten.
Die ungarischsprachige jüdische Bevölkerung des Gebietes wurde nach der deutschen Besetzung Ungarns (19. März 1944) von einem Kommando unter Führung von Adolf Eichmann deportiert.
Nach der Besetzung des Gebietes durch die Sowjetunion wurde das Gebiet wieder an die Tschechoslowakei angeschlossen. Die Ungarn galten 1945–1948 vorübergehend als Kriegsverbrecher, falls sie nicht im Untergrund gegen die Deutschen gekämpft hatten. Eine Vertreibung der Ungarn wie im Falle der Deutschen in Tschechien wurde von den Alliierten nicht genehmigt, es wurde nur ein „Bevölkerungsaustausch“ gestattet, bei dem 68.407 Ungarn im Austausch gegen Slowaken nach Ungarn umgesiedelt wurden. Weitere 31.780 Ungarn wurden vertrieben, weil sie erst nach dem Schiedsspruch in diese Gebiete gekommen waren. Schon zuvor wurden innerhalb der Tschechoslowakei etwa 44.000 Ungarn (sowie über 100.000 Slowaken) in das verlassene Sudetenland nach Tschechien zum Arbeitsdienst deportiert. Nach ein bis zwei Jahren wurde den Ungarn erlaubt, in die Südslowakei zurückzukehren, was auch rund 24.000 von ihnen taten. Diese faktisch rechtlose Zeit (ungarische Schulen wurden geschlossen, ungarische Zeitungen, Parteien, Versammlungen verboten, Theater geschlossen) dauerte bis zum kommunistischen Umsturz 1948 an, danach bekamen die Ungarn die tschechoslowakische Staatsbürgerschaft und die Rechte zurück, die auch den anderen Staatsbürgern der kommunistischen Tschechoslowakei gewährt wurden.

## Annullierung
Der Schiedsspruch wurde von den Alliierten bereits während des Zweiten Weltkriegs für nichtig erklärt, da er einen Bruch internationalen Rechts darstellte. Dies wurde von der Pariser Friedenskonferenz 1947 dann noch einmal explizit bestätigt.

## Text
- Arbitral award establishing the Czechoslovak-Hungarian boundary Decision of 2 November 1938. (Memento vom 27. September 2013 im Internet Archive) (PDF) United Nations (englisch); Übersetzung aus Völkerbund (1938), No. 3–4, S. 54–55.